# Resolução 290 do Conselho de Segurança das Nações Unidas
A Resolução 290 do Conselho de Segurança das Nações Unidas, aprovada em 8 de dezembro de 1970, após mais invasões do território da República da Guiné por unidades navais e militares de Portugal em 22/23 e 27/28 de novembro (codinome Operação Mar Verde pelos portugueses), o Conselho reafirmou suas numerosas resoluções anteriores sobre o tema, incluindo o direito dos povos de Angola, Moçambique e Guiné Portuguesa de serem libertados do Império Português, governado pelo regime do Estado Novo. O Conselho aprovou as conclusões do relatório da Missão Especial à República da Guiné, condenou veementemente o Governo português, exigiu que fosse paga uma compensação total à República da Guiné e declarou que o colonialismo português era uma séria ameaça à paz e segurança da África.
O Conselho instou todos os Estados a se abster de fornecer a Portugal qualquer assistência militar e material que lhes permitisse continuar suas ações repressivas e instou Portugal a liberar imediatamente seus territórios africanos. A resolução concluiu alertando Portugal que qualquer repetição desses ataques justificaria a consideração imediata das medidas apropriadas e solicitou aos aliados de Portugal que exercessem sua influência em nome do Conselho.
A resolução foi aprovada com 11 votos; França, Espanha, Reino Unido e os Estados Unidos se abstiveram.